# Sinebrychoffpokalen

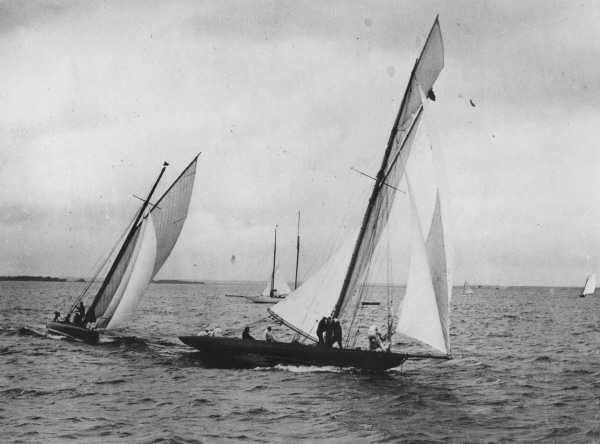
Finländska Rarahu i ledning före svenska Blenda i kamp om Sinebrychoffpokalen i juli 1899.

Sinebrychoffs Pokal, officiellt "Kommodor Nicholas Sinebrychoffs Challengepokal", är en  seglingspokal uppställd av finländaren Nicholas Sinebrychoff till Nyländska Jaktklubbens 25-årsjubileum 1886 för båtar på 4-10 ton och för tävling mellan segelsällskap vid Östersjön. Det är en ständig vandringspokal och en av seglingssportens allra äldsta.
Den första svenska båt, som erövrade pokalen var Saga, konstruerad av Albert Andersson som 1895 besegrade finländska Miranda. Numera är det båtar i 6mR-klassen, som tävlar om pokalen.
Sinebrychoffpokalen är en challenge-, det vill säga utmaningspokal, där segelföreningen som innehar pokalen årligen utmanas av en eller flera föreningar. Pokalen har 64 gånger varit föremål för tävlan, med avbrott endast för krigstider och regelbyte. 
1888-1909 tävlade man med yachter av varierande storlek och 1911-61 med  8mR-yachter enligt den internationella R-regeln. Under perioden 1964-98 tävlades det med havskappseglare enligt IOR-regeln, till 1978 med två båtars klubblag enligt förebilden Admirals Cup. Sedan 2004 tävlar man med klassiska sexor enligt ett utmaningsformat likt dagens Americas Cup.